# 41. mechanizovaný prapor
41. mechanizovaný prapor je vojenský útvar Pozemních sil Armády České republiky v podřízenosti 4. brigády rychlého nasazení. Prapor je dislokován v Žatci.

## Historie
41. mechanizovaný prapor vztahuje svoji historii k 30. zeměbraneckému praporu ve Vysokém Mýtě, který vznikl na přelomu let 1869 a 1870. Ten byl následně rozšířen na pluk a po vzniku samostatného Československa byl sloučen s 98. pěším plukem čímž vznikl 30. pěší pluk nesoucí od roku 1935 jméno "Aloise Jiráska". V roce 1939 došlo v rámci rozpuštění československé armády k zániku pěšího pluku. Po skončení druhé světové války vznikl přímý předchůdce dnešního mechanizovaného praporu, 30. pěší pluk opět ve Vysokém Mýtě. V následujících letech byla jednotka několikrát reorganizována a redislokována až roku 1950 byl jako mechanizovaný pluk přemístěn do Benešova. Tam byl následně přečíslován na 79. a transformován na motostřelecký a nakonec roku 1991 opět na mechanizovaný.
V rámci transformace došlo v roce 1994 k zániku 79. mechanizovaného pluku "Květnového povstání českého lidu", jak se od roku 1975 nazýval. Na základě zrušeného pluku byl vytvořen 41. mechanizovaný prapor vyzbrojený vozidly BVP-2 a jakožto palebná podpora sloužily 82mm minomety. V době vzniku šlo o výsadkovou jednotku, na což odkazuje znak praporu s padákem. Roku 2003 došlo k redislokaci praporu do Žatce, kam se přemístilo i velitelství 4. brigády rychlého nasazení. U příležitosti státního svátku 28. října roku 2005 byl praporu propůjen bojový prapor a čestný název "generála Josefa Malého".
Přezbrojení na nová kolová bojová vozidla pěchoty Pandur II proběhlo roku 2010.

## Úkoly a organizační struktura

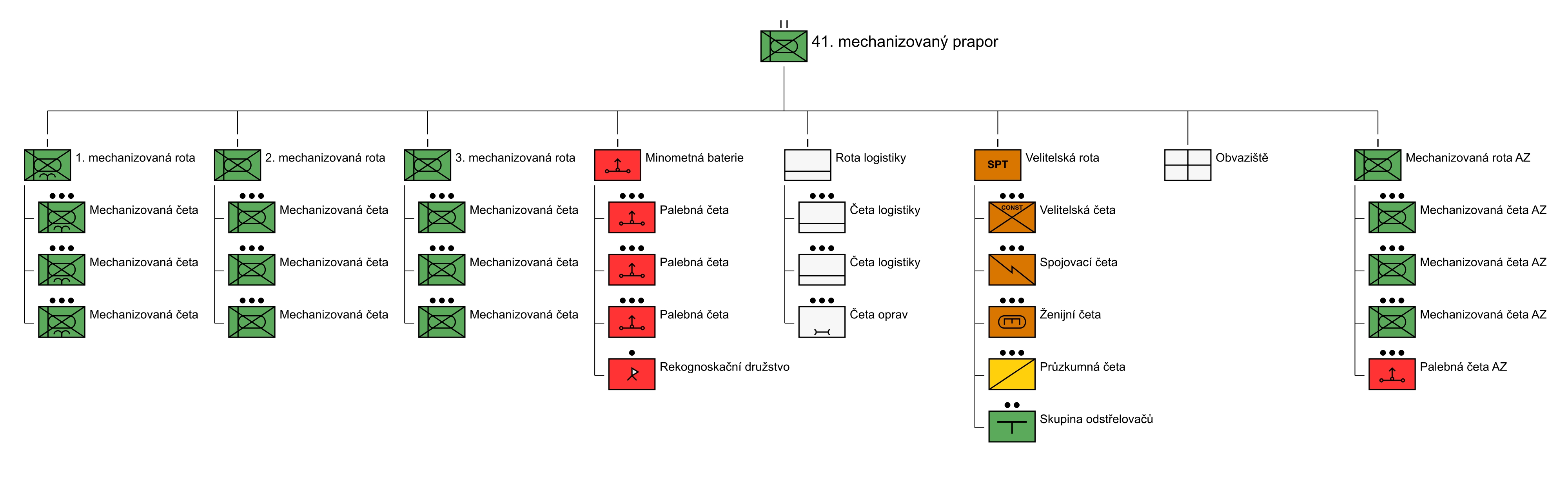
Organizace 41. praporu

Mezi hlavní úkoly 41. mechanizovaného praporu patří bojové, speciální či záchranné operace na území České republiky i v zahraničí. Prapor je za tím účelem vybaven příslušnými mechanizovanými prostředky, přičemž hlavní typ techniky představují kolová bojová vozidla pěchoty Pandur II. Příslušníci útvaru procházejí náročným výcvikem, který jim umožňuje plnit široké spektrum úkolů.
Organizační struktura je kromě velení praporu (velitel, zástupce velitele, vrchní praporčík, náčelník štábu a štáb praporu) tvořena třemi mechanizovanými rotami, minometnou baterií vyzbrojenou 120mm minomety vz.82, rotou logistiky a velitelskou rotou zahrnující také průzkumnou četu, ženijní četu a skupinu odstřelovačů, které doplňuje praporní obvaziště.  Součástí praporu je také 4. mechanizovaná rota aktivních záloh zahrnující i minometnou četu.